# HIV/AIDS tại châu Âu

Tỉ lệ nhiễm AIDS và HIV năm 2009.

Theo thống kê từ CIA World Factbook (2009), các quốc gia có tỉ lệ nhiễm HIV/AIDS cao nhất tại châu Âu là Estonia (1.20% trong độ tuổi từ 15–49), Ukraine (1.10%), Nga (1.00%), Latvia (0.70%), Bồ Đào Nha (0.60%). Vào tháng 1 năm 2000, tờ The Economist đưa tin gần 40% "nạn nhân AIDS" là những người tiêm chích ma túy.
Mặc dù số lượng người nhiễm tương đối thấp so với lượng người nhiễm HIV trong các khu vực khác như Đông Nam Á hay Châu Phi hạ Sahara, HIV/AIDS ở Tây và Trung Âu vẫn được coi là một vấn đề y tế công cộng chính.
Về những ảnh hưởng xã hội của đại dịch HIV/AIDS, đã từng có khẩu hiệu từ thập niên 1980 là "tái y tế hóa sâu sắc về tình dục".